# Retour de Jésus en Galilée

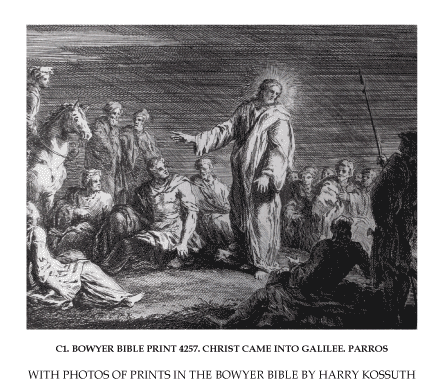
"Le retour de Jésus en Galilée" représenté dans la Bowyer Bible, 19e siècle.

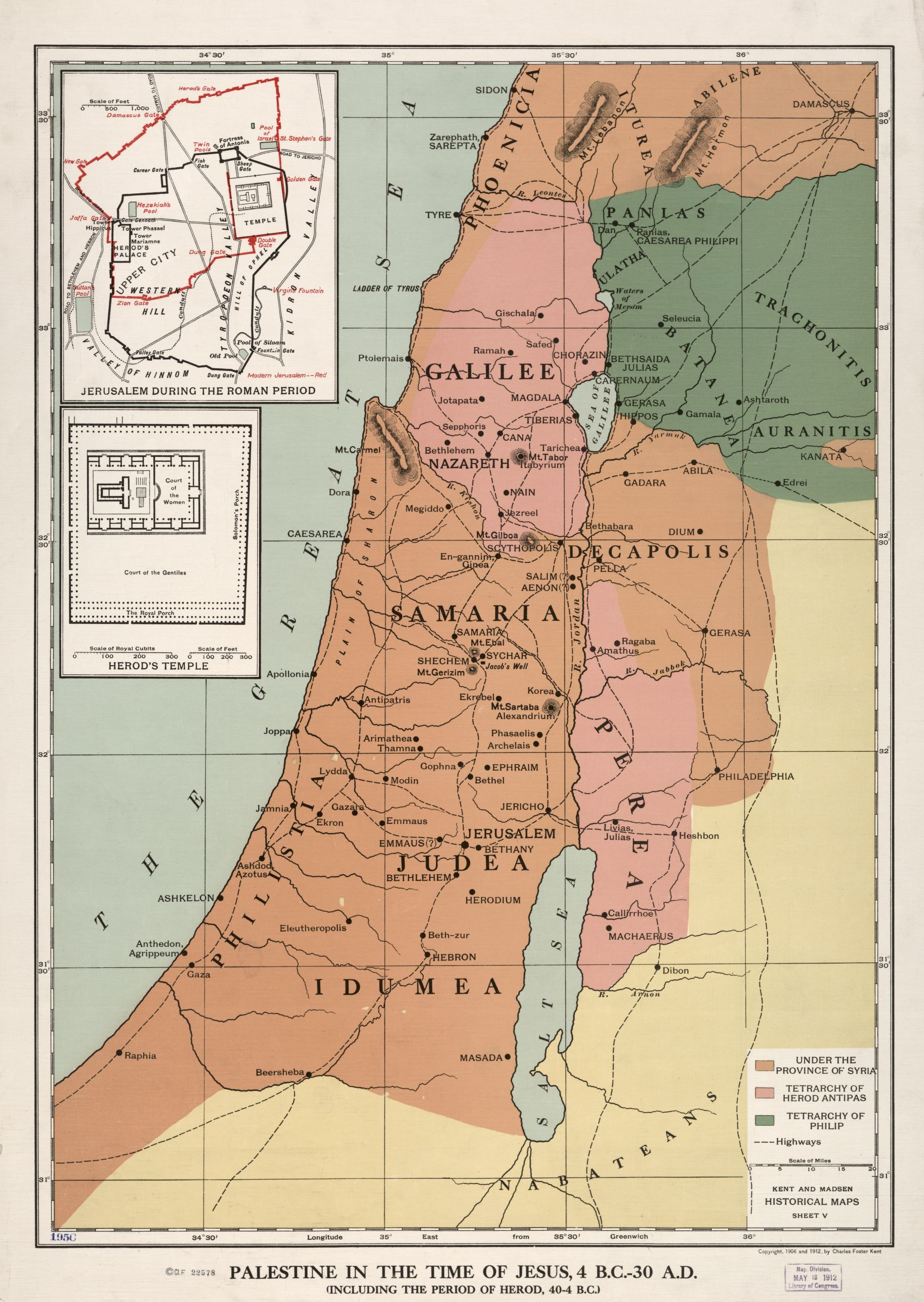
Carte de la Judée, de la Samarie et de la Galilée au temps de Jésus.

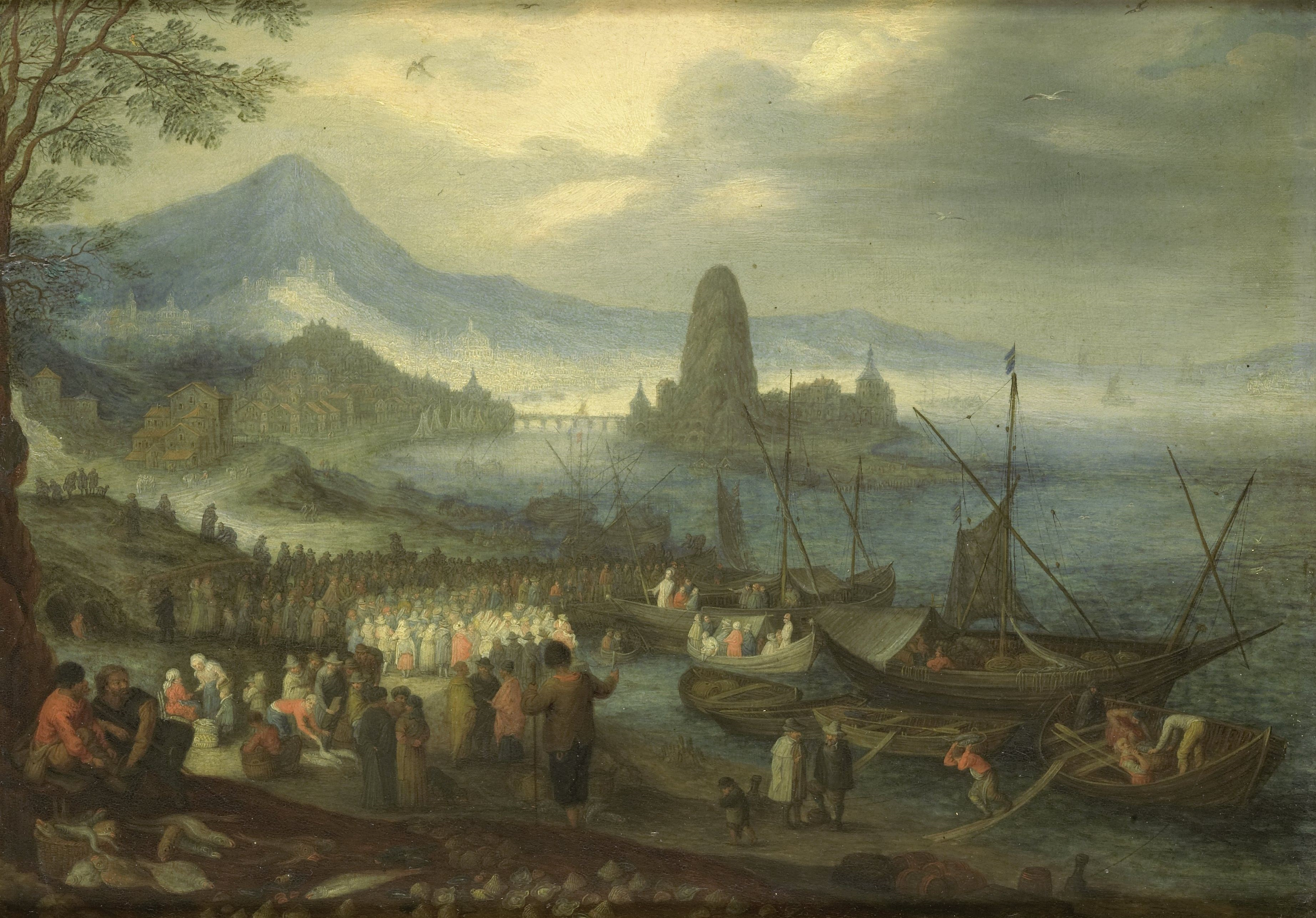
Jésus prêchant sur la mer de Galilée. Peinture de Jan Brueghel l'Ancien (XVII), actuellement au Rijksmuseum d'Amsterdam.

Le Retour de Jésus en Galilée est un épisode de la vie de Jésus qui apparaît dans trois des Évangiles Canoniques : Matthieu 4,12, Marc 1, 14 et Jean 4,1-3 et 4,43-45. Il concerne le retour de Jésus à Galillée après l'arrestation puis l'emprisonnement de Jean le Baptiste.
- Selon l'Évangile de Jean :

« Les Pharisiens avaient entendu dire que Jésus faisait plus de disciples que Jean et qu'il en baptisait davantage. Jésus lui-même en eut connaissance. À vrai dire, ce n'était pas Jésus en personne qui baptisait, mais ses disciples. Dès lors, il quitta la Judée pour retourner en Galilée. »

L'Évangile de Jean relate le voyage de Jésus à travers la Samarie, entrepris afin d'atteindre la Galilée et décrit sa rencontre avec une femme Samaritaine au puits de Sychar en Samarie. 
- Selon l'Évangile de Marc :

Le retour de Jésus en Galilée a lieu après l'arrestation de Jean, depuis le désert où il vécut un temps de solitude et de tentation. 
- Selon l'Évangile de Matthieu :

Le récit suggère qu'après son baptême, le Christ passa un temps de tentation dans le désert, dans la « ville sainte » (Jérusalem) et dans une région montagneuse, avant de retourner en Galilée. Il quitta donc Nazareth où il avait grandi, ayant appris l'arrestation de Jean le Baptiste et il vint habiter à Capharnaüm, située au bord de la Mer de Galilée, « au cœur du monde, dans une ville animée et à proximité d'autres, au bord d'une mer qui était plein de poissons et sur la Via Maris. »

## Ministère galiléen
Le retour de Jésus en Galilée marque le début de son « ministère public », puisqu'il commence à y prêcher. Ce retour est également interprété dans l’Évangile de Matthieu comme l'accomplissement de la prophétie d'Isaïe :

« Pays de Zabulon et pays de Nephtali, route de la mer et pays au-delà du Jourdain, Galilée des nations ! Le peuple qui habitait dans les ténèbres a vu une grande lumière. Sur ceux qui habitaient dans le pays et l'ombre de la mort, une lumière s'est levée. »